# Archamps Technopole
Archamps Technopole est une technopole située sur la commune d'Archamps, en Rhône-Alpes, à proximité de la frontière suisse et de la ville de Genève. Créé en 1989, elle est qualifiée de première technopole euro-suisse. Le 10 janvier 2020, Archamps Technopole devient ArchParc à l'occasion de la cérémonie des vœux lors de laquelle les nouvelles perspectives, les nouveaux projets et la nouvelle direction sont présentés aux dirigeants et salariés du parc.

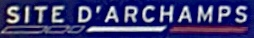
Logo 1989 à 2013
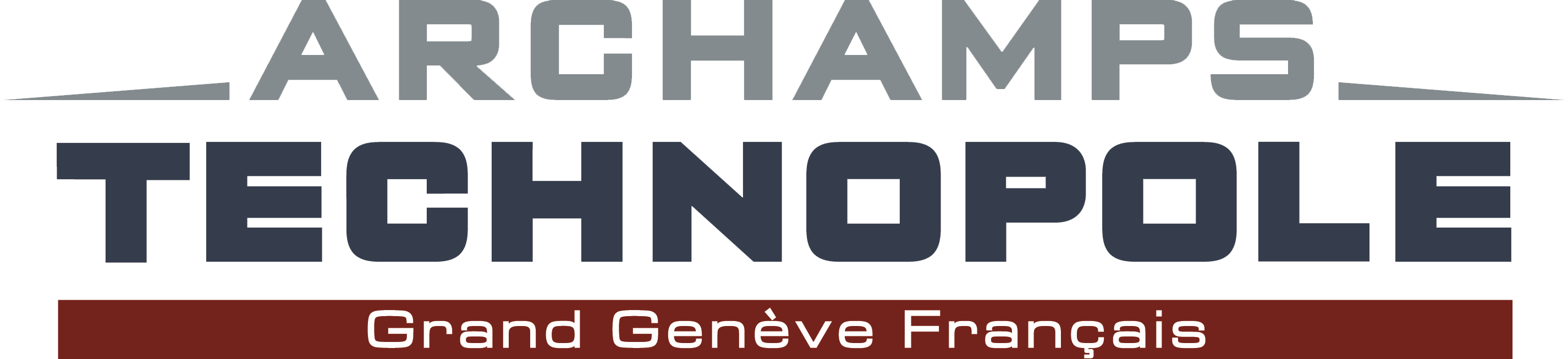
Logo de 2013 à 2020
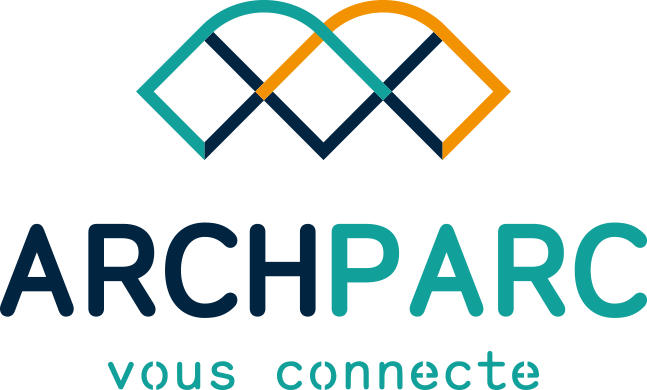
Actuel logo

## Activités
La technopole abrite environ 230 établissements travaillant dans les domaines des sciences du vivant ("biotech"; "medtech"), activité tertiaires B to B, l'électronique, les microtechnologies, les réseaux, activités de recherche et de transfert de connaissance (organismes privés de formation, internationaux ou interuniversitaires).
Elle dispose aussi d'un centre de conventions, le « Centre de Convention Porte Sud de Genève » et de deux plateformes technologiques "BioPark" et "MIND".
Pour une liste des entreprises : Consultez cette page.

### Enseignement, Formation, Recherche
Le site accueille des formations de 3e cycle de recherche dispensé par l'ESI - European Scientific Institute - et six autres écoles privées, comptabilisant pas moins de 1000 étudiants. Des liens ont été créés avec le CERN et l'Université de Genève. Le Centre Universitaire et de Recherche d’Archamps a été mis en place par l'Agence Économique Départementale de la Haute-Savoie en 1991. Pour une liste de ces formations : 

### Biotechnologies et technologies médicales
Pas moins de 12 entreprises spécialisées dans le domaine des biotechnologies et des technologies médicales sont d'ores et déjà implantées sur le site. Parmi elles, des sociétés bilocalisées en Suisse et en France comme Dermadis, Transcure BioServices, Tolerys BioLabs, GenKyoTex, Geneuro, Epithelix.  
En février 2008, création de l'institut BioPark. Ce Laboratoire GIS (Groupement d'intérêt scientifique), qui réalisera des recherches sur la maladie d'Alzheimer, la sclérose en plaques, ou la maladie de Parkinson, réunira des scientifiques du CNRS, de l'Inserm, ainsi que l'université de Genève et les Hôpitaux Universitaires de Genève (HUG).

### Divers
- La société savoyarde Botanic, société spécialisée dans le jardinage, a implanté son siège sur le site.
- Meggitt (Sensorex) SAS développe et fabrique des capteurs de déplacement, des systèmes inertiels et des produits électroniques et microélectroniques pour l’aéronautique, le ferroviaire, le médical, le génie civil, le nucléaire ou la pétrochimie. Meggitt (Sensorex) SAS appartient depuis 2005 au groupe britannique Meggitt, un des leaders mondiaux en ingénierie intelligente pour les environnements extrêmes dans les domaines de l’aérospatiale, de la défense et de l’énergie (10 000 salariés -‐ CA 2 milliards d’euros, coté au FTSE 100 à Londres).
- France 3 Léman, bureaux locaux de France 3 Alpes.
- Les Laboratoires Vivacy ont leur siège social, centre de R&D et fabrication et commercialisation de biomatériaux et cosmétique.
- Centre Alliance, est un ancien centre commercial fermé depuis 2016, faute à un mauvais entretien du bâtiment, c’était le seul centre commercial d’Archamps Technopole
- Cinéma Pathé-Gaumont